# Basananthe zanzibarica
Basananthe zanzibarica je biljka iz porodice Passifloraceae, roda Basananthe. Sinonim je Tryphostemma zanzibaricum Mast.
Raste u Tanzaniji, u suhoj ali i vlažnoj nizinskoj šumi, sekudarnom i obalnom šipražju te stablima obraslom miombu. Penjačica. Ugrožena zbog rudarskih aktivnosti, sječe šuma i spaljivanja drvenog ugljena.
U Keniji su uzorci su nađeni u priobalnom području, pokrajini Kwale i Lamu, a u Tanzaniji su uzorci nađeni u pokrajinama Dar es Salaam, Kinondoni, Temeke, Mjini Magharibi, Magharibi, Morogoro, Kilombero, Pwani, Kisarawe i Mkuranga.

## Vanjske poveznice
- International Organization for Plant Information (IOPI). "Plant Name Details" (HTML). Međunarodni indeks biljnih imena.
- Basananthe na Germplasm Resources Information Network (GRIN)  Arhivirana inačica izvorne stranice od 5. svibnja 2009. (Wayback Machine), SAD-ov odjel za poljodjelstvo, služba za poljodjelska istraživanja.